# Intellectual dark web

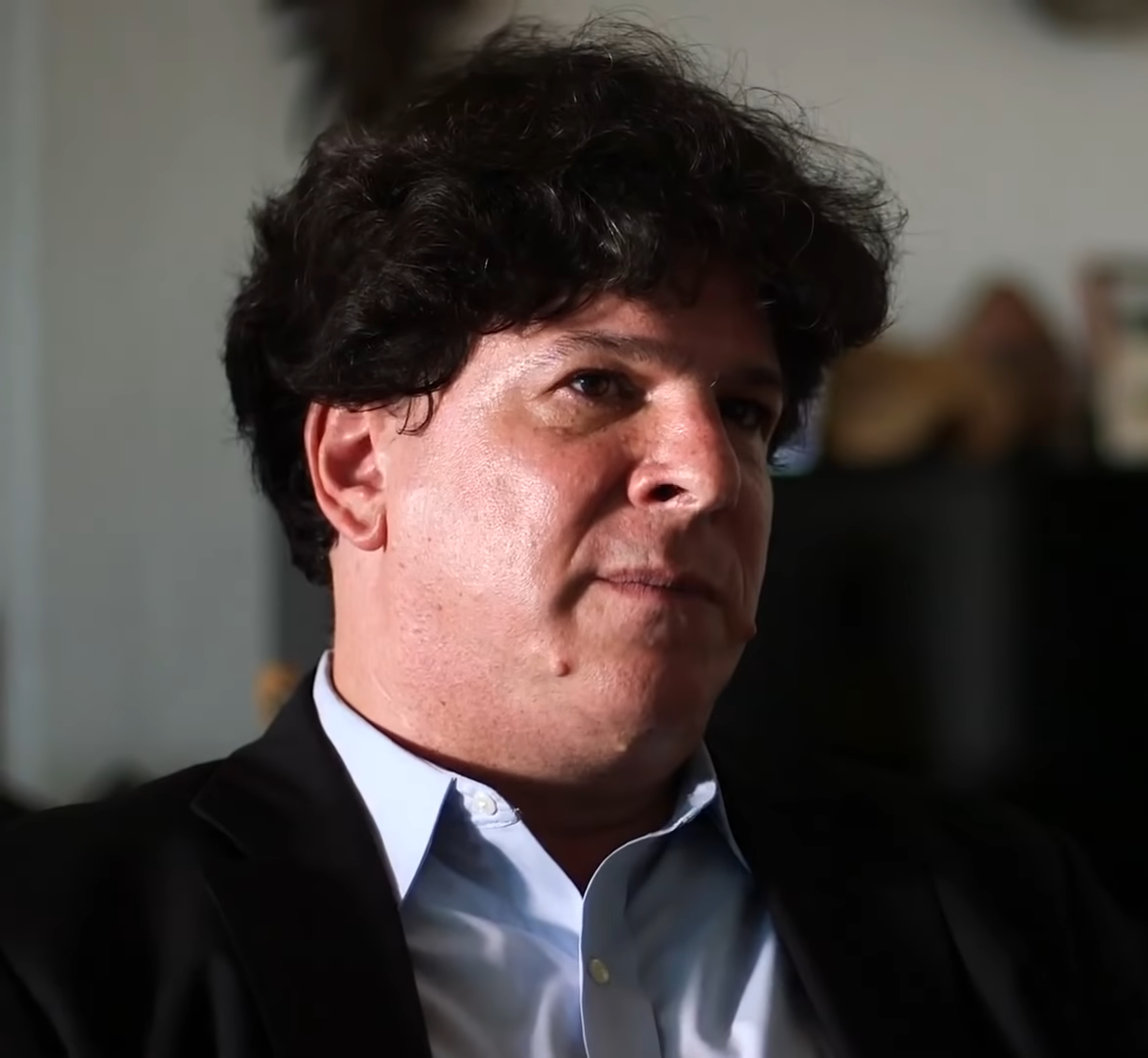
Eric Weinstein siendo entrevistado en enero de 2019

La intellectual dark web (o IDW) es un neologismo acuñado por el matemático estadounidense Eric Weinstein, y popularizado en un editorial de 2018 por Bari Weiss. El término se refiere a un grupo de personalidades públicas que se oponen a lo que ven como el dominio de la política de identidad progresista, y la corrección política en los medios y la academia. El término compara, idiomáticamente, la oposición a la opinión dominante con lo que se encuentra ilícitamente en el internet profundo.
La caracterización de Weiss tuvo una respuesta mixta, enfocándose en la afirmación de que, los supuestos miembros de la IDW fueron silenciados o marginados, a pesar de ser figuras públicas prominentes. Las fuentes difieren en la naturaleza de la IDW; algunas la describen como una izquierda «anti-woke», y otras como algo muy diverso ideológicamente, pero aun así unidas contra los «adversarios primarios» que provienen predominantemente de la izquierda, incluido el posmodernismo y el postestructuralismo, el marxismo y la corrección política.

## Uso y crítica del término
Los miembros intelectuales de la web oscura atribuyen la acuñación del término como una creación «en broma» del matemático y economista Eric Weinstein. Esto ocurrió después de que el hermano de Weinstein, el biólogo Bret Weinstein, renunciara al Evergreen State College, en respuesta a las protestas contra su crítica de un evento del campus, que invitó a los estudiantes blancos a permanecer fuera del campus en lugar de la tradición anual por la cual, anteriormente, los estudiantes negros eran los que se ausentaban voluntariamente. El sitio web Big Think ha argumentado que otras controversias, que datan ya de 2014, también deberían verse como antecedentes del IDW. Estos incluyen un debate entre Sam Harris y Ben Affleck sobre Real Time with Bill Maher, la entrevista de Cathy Newman a Jordan Peterson para el canal británico Channel 4 News, y la publicación de la Google's Ideological Echo Camber por James Damore.

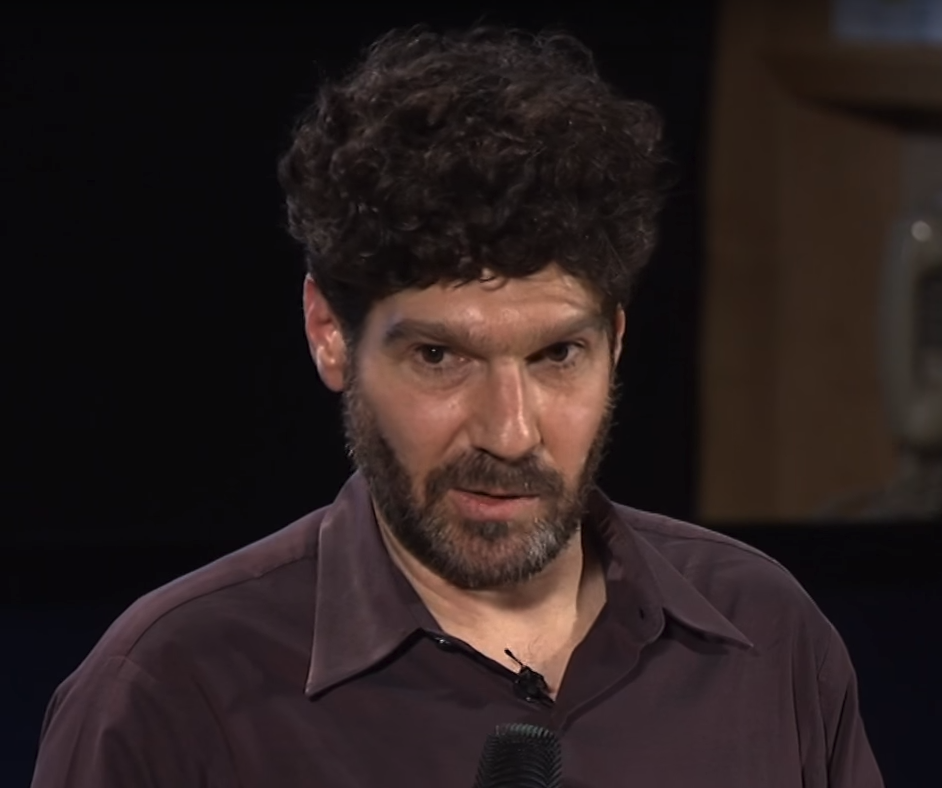
Bret Weinstein en una conferencia TEDx en The Evergreen State College, donde nació Intellectual dark web (2012)

El término se usó nuevamente en 2018, después de que el editor Bari Weiss publicara un artículo de opinión en The New York Times titulado «Conoce a los renegados de la Intelectual Dark Web». Weiss caracterizó a las personas que ella nombró, como asociadas con una red oscura intelectual, como «pensadores iconoclastas, renegados académicos y personalidades de los medios», que han sido «depuradas de instituciones que se han vuelto cada vez más hostiles al pensamiento poco ortodoxo», y que en su lugar, han recurrido a las redes sociales, al podcasting, los discursos públicos, y otros lugares alternativos fuera de los «medios tradicionales».
La pieza de Weiss provocó una serie de críticas. Jonah Goldberg, en la National Review, dijo que «la etiqueta me resulta un poco exagerada», y escribió que le pareció «una etiqueta de marketing, y no necesariamente de las buenas... me parece que esta cosa de la IDW no es realmente un movimiento intelectual. Es sólo una coalición de pensadores y periodistas que comparten el desdén por los guardianes de la ortodoxia liberal». Henry Farrell, escribiendo para el periódico Vox, expresó su incredulidad de que el comentarista conservador Ben Shapiro o el neurocientífico Sam Harris, dos de los implicados según Weiss en la red oscura intelectual, pudieran ser descritos creíblemente, como purgados o silenciados. El columnista de The New York Times, Paul Krugman, señaló la ironía de reclamar la opresión intelectual popular por parte de la corriente principal, mientras publicaba en el Times, uno de los periódicos más destacados de la nación. David A. French polemiza que muchos de los críticos estaban perdiendo el punto y, a cambio, confirmaron sin darse cuenta «la necesidad de un movimiento de librepensadores intelectuales».

## Individuos asociados

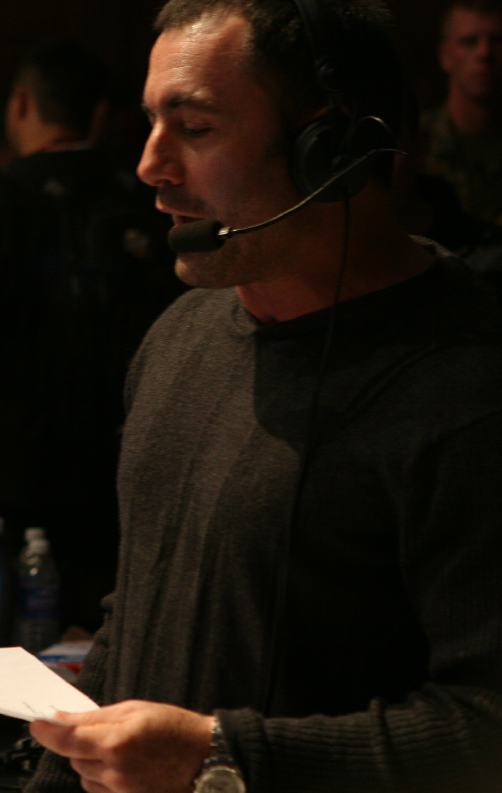
Imagen de Joe Rogan durante la transmisión de UFC Ultimate Fight Night

Según Weiss, las personas asociadas con la red oscura intelectual, además de Eric y Bret Weinstein, incluyen a Ayaan Hirsi Ali, Sam Harris, Heather Heying, Claire Lehmann, Douglas Murray, Maajid Nawaz, Jordan Peterson, Steven Pinker, Joe Rogan, Dave Rubin, Ben Shapiro, Lindsay Shepherd, Michael Shermer, Debra Soh y Christina Hoff Sommers.
Aunque los asociados con el IDW critican principalmente a la izquierda política, «algunos afirman inclinarse hacia la izquierda, otros hacia la derecha», y los miembros han recibido críticas de ambos lados del espectro político. The Guardian caracterizó al IDW como extraños compañeros de cama que, sin embargo, constituían el «supuesto ala pensante de la derecha alternativa». La revista Los Angeles Book Review describió a los miembros como identificados, tanto con la izquierda como con la derecha, pero unidos contra «adversarios primarios» provenientes predominantemente de la izquierda, y «en menor medida, la extrema derecha neofascista».
Esta caracterización ha sido rechazada por otros dentro del IDW, como Quillette, fundada por Claire Lehmann y descrita por Politico como el «resumen no oficial» del IDW. Citando a Sam Harris y Daniel Miessler, han afirmado que la mayoría de los miembros más destacados de la IDW tienden a inclinarse hacia la izquierda en la mayoría de los asuntos políticos, a pesar de incluir también a algunos conservadores prominentes que no lo hacen.

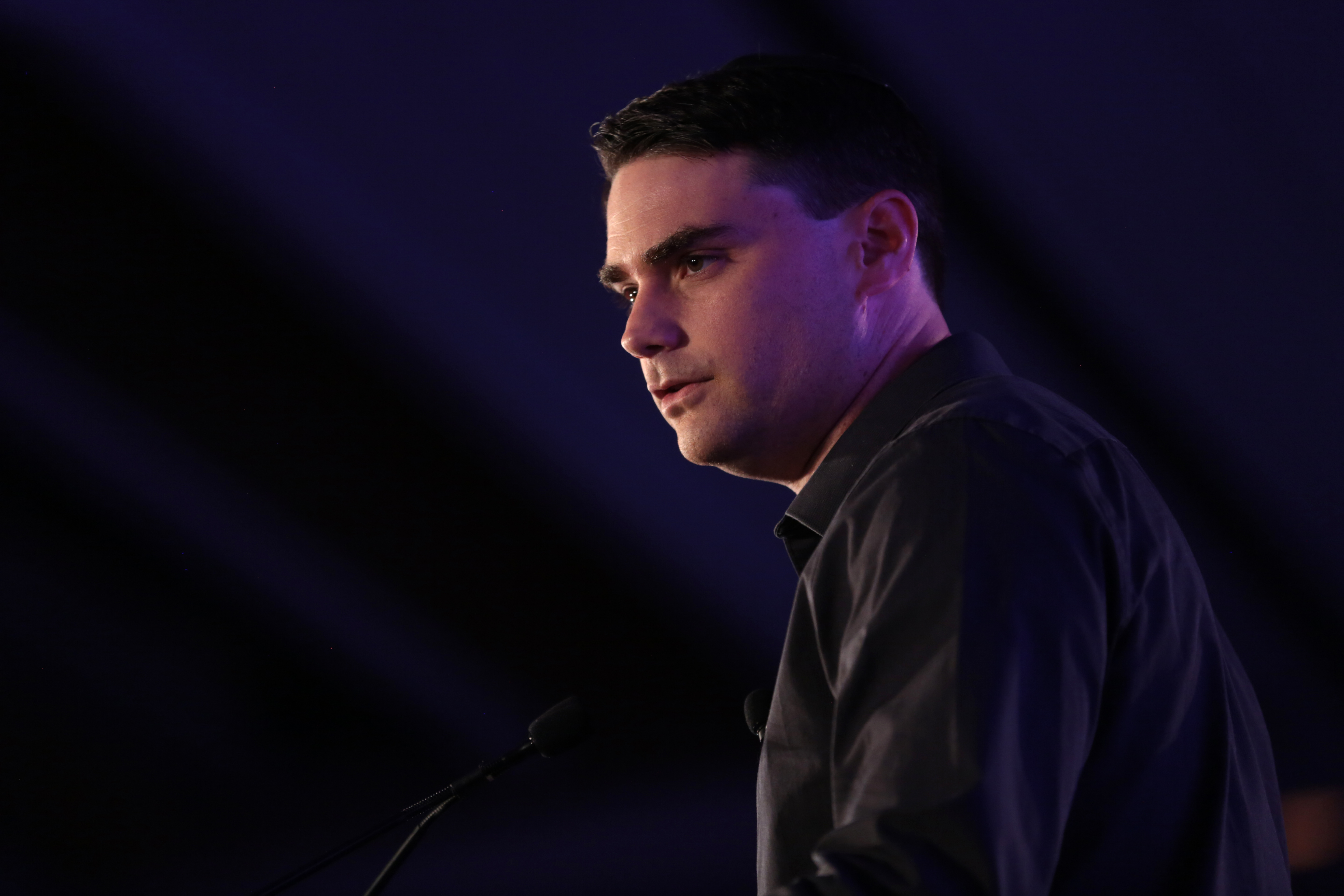
Ben Shapiro, uno de los mencionados como miembros de Intellectual dark web (2018)

Las fuentes no están de acuerdo sobre si existe algún factor integrador en todo el IDW. Psychology Today lo caracterizó como «generalmente preocupado por el tribalismo político y la libertad de expresión», o como un rechazo de «suposiciones generales sobre lo que es verdad». Saloon lo denominó un movimiento políticamente conservador, unido más por un rechazo al liberalismo estadounidense, que por cualquier creencia mutuamente compartida. Alternativamente, el National Review postuló que, a pesar de comprender «todas las persuasiones políticas», la IDW se unió en torno a una conceptualización conservadora particular de la injusticia y la desigualdad específicamente.
Con respecto a la organización de la IDW, Daniel W. Drezner observó que, esencialmente, carece de líder, y puede estar individualmente en deuda con sus audiencias, incapaz de impulsar una agenda coherente. Algunos escritores, incluida Cathy Young, han expresado su incertidumbre sobre si pertenecen a la red oscura intelectual. Por su parte, la historiadora de medicina y ciencia Alice Dreger expresó su sorpresa al saber que era miembro del IDW. Después de que fue invitada a aparecer en el artículo The New York Times, declaró que «no tenía idea de quiénes eran la mitad de las personas en esta red especial. Las pocas personas de Intelectual Dark Web que podía señalar, no les conocía muy bien, que digamos, ¿cómo podría ser yo parte de una poderosa alianza intelectual cuando ni siquiera conocía a estas personas?».